# دزیره راکوتواریجاونا
دزیره راکوتواریجاونا (انگلیسی: Désiré Rakotoarijaona؛ زادهٔ ۱۹ ژوئن ۱۹۳۴) سیاست‌مدار اهل ماداگاسکار است. وی از ۱ اوت ۱۹۷۷ تا ۱۲ فوریه ۱۹۸۸ نخست‌وزیر این کشور بود.